# Klubi i futbollit Vllaznia (femminile)
Il Klubi i futbollit Vllaznia femrave è una squadra di calcio femminile albanese con sede a Scutari legata, a livello societario, all'omonimo club maschile e parte della società polisportiva. Pluripremiata, dalla sua stagione inaugurale ha conquistato tutti i titoli di Campione d'Albania e della Coppa d'Albania di categoria, disputando inoltre la UEFA Women's Champions League ottenendo come miglior risultato i sedicesimi di finale nella stagione 2019-2020.

## Storia
La squadra viene istituita nell'estate 2013, assorbendo gran parte dell'organico della tre volte campionessa d'Albania Ada Velipojë dopo che il club d'appartenenza decide di non partecipare alla stagione successiva.
Già dalla stagione 2013-2014 il Vllaznia si dimostra in grado di ripetere i risultati della sua progenitrice, conquistando da subito il double campionato-coppa, vincendo il primo con 52 punti, frutto di 17 vittorie e un pareggio, e 6 punti di vantaggio sulla seconda classificata, il Kinostudio, mentre la coppa d'Albania viene conquistata superando nettamente le avversarie e rivali cittadine del Juban Danja in finale con il risultato di 7-1. Il risultato in campionato le assicura anche l'accesso per la prima volta alla UEFA Women's Champions League per la stagione 2014-2015.
Per le stagioni successive la squadra consolida il suo primato ripetendosi per altrettante 7 volte con il double nazionale, consolidandosi indiscussa leader del campionato albanese che nella stagione 2020-2021 conquista da imbattuta con 22 vittorie, con 160 gol fatti e solo 7 subiti, e rappresentando il calcio femminile albanese nella Champions League di categoria.

## Palmarès
- Campionato albanese: 12

2013-2014, 2014-2015, 2015-2016, 2016-2017, 2017-2018, 2018-2019, 2019-2020, 2020-2021, 2021-2022, 2022-2023, 2023-2024, 2024-2025
- Coppa d'Albania: 8

2013-2014, 2014-2015, 2015-2016, 2016-2017, 2017-2018, 2018-2019, 2019-2020, 2020-2021

## Statistiche

### Risultati nelle competizioni UEFA
| Stagione | Competizione     | Fase                     | Avversario           | Risultato | Risultato | Risultato |
| Stagione | Competizione     | Fase                     | Avversario           | andata    | ritorno   | aggregato |
| -------- | ---------------- | ------------------------ | -------------------- | --------- | --------- | --------- |
| 2014-15  | Champions League | gironi di qualificazione | KÍ Klaksvík          | 2-1       | 2-1       | 2-1       |
| 2014-15  | Champions League | gironi di qualificazione | Apollōn Lemesou      | 0-0       | 0-0       | 0-0       |
| 2014-15  | Champions League | gironi di qualificazione | Gintra Universitetas | 0-5       | 0-5       | 0-5       |
| 2015-16  | Champions League | gironi di qualificazione | SFK 2000             | 0-5       | 0-5       | 0-5       |
| 2015-16  | Champions League | gironi di qualificazione | Konak                | 1-5       | 1-5       | 1-5       |
| 2015-16  | Champions League | gironi di qualificazione | Minsk                | 0-3       | 0-3       | 0-3       |
| 2016-17  | Champions League | gironi di qualificazione | Pomurje              | 1-6       | 1-6       | 1-6       |
| 2016-17  | Champions League | gironi di qualificazione | Zurigo               | 0-3       | 0-3       | 0-3       |
| 2016-17  | Champions League | gironi di qualificazione | Slovan Bratislava    | 1-2       | 1-2       | 1-2       |
| 2017-18  | Champions League | gironi di qualificazione | SFK 2000             | 1-0       | 1-0       | 1-0       |
| 2017-18  | Champions League | gironi di qualificazione | PAOK Salonicco       | 0-1       | 0-1       | 0-1       |
| 2017-18  | Champions League | gironi di qualificazione | Bettembourg          | 2-0       | 2-0       | 2-0       |

## Organico

### Rosa 2021-2022
Rosa, ruoli e numeri di maglia come da sito UEFA, aggiornati al 23 agosto 2021..
| N. |                        | Ruolo | Calciatrice             |
| -- | ---------------------- | ----- | ----------------------- |
| 1  | Albania (bandiera)     | P     | Ardiola Raxhimi         |
| 2  | Albania (bandiera)     | D     | Suzane Vuksani          |
| 3  | Albania (bandiera)     | C     | Arbenita Curraj         |
| 4  | Albania (bandiera)     | D     | Albina Rrahmani         |
| 5  | Albania (bandiera)     | D     | Arbiona Bajraktari      |
| 6  | Albania (bandiera)     | D     | Sara Maliqi             |
| 7  | Albania (bandiera)     | A     | Esi Lufo                |
| 8  | Albania (bandiera)     | C     | Ilarja Zarka            |
| 9  | Stati Uniti (bandiera) | A     | Melissa Alison Garcia   |
| 10 | Kosovo (bandiera)      | A     | Rrezona Ramadani        |
| 11 | Albania (bandiera)     | A     | Megi Doçi               |
| 12 | Spagna (bandiera)      | P     | Anna Rosa James Buhigas |
| 13 | Albania (bandiera)     | D     | Arlinda Piranaj         |

| N. |                        | Ruolo | Calciatrice         |
| -- | ---------------------- | ----- | ------------------- |
| 14 | Albania (bandiera)     | C     | Ezmiralda Franja    |
| 15 | Kosovo (bandiera)      | C     | Gresa Berisha       |
| 16 | Albania (bandiera)     | D     | Luçije Gjini        |
| 17 | Stati Uniti (bandiera) | C     | Julia Ann Sattler   |
| 18 | Albania (bandiera)     | A     | Klaudia Borci       |
| 19 | Albania (bandiera)     | D     | Matilda Gjergji     |
| 20 | Albania (bandiera)     | A     | Qendresa Krasniqi   |
| 21 | Albania (bandiera)     | C     | Arlinda Kodra       |
| 22 | Albania (bandiera)     | P     | Klejda Synaj        |
| 25 | Canada (bandiera)      | D     | Brooklyn Ada Tidder |
| 26 | Albania (bandiera)     | D     | Alda Blinishta      |
| 31 | Kosovo (bandiera)      | C     | Lumbardha Misini    |

### Rosa 2017-2018
Rosa e numeri come da sito UEFA.
| N. |                        | Ruolo | Calciatrice        |
| -- | ---------------------- | ----- | ------------------ |
| 1  | Albania (bandiera)     | P     | Ardiola Raxhimi    |
| 2  | Albania (bandiera)     | D     | Elsa Matija        |
| 3  | Albania (bandiera)     | C     | Olesia Kamberi     |
| 4  | Albania (bandiera)     | D     | Albina Rrahmani    |
| 5  | Albania (bandiera)     | D     | Arbiona Bajraktari |
| 6  | Albania (bandiera)     | C     | Sara Maliqi        |
| 7  | Albania (bandiera)     | C     | Suada Jashari      |
| 8  | Albania (bandiera)     | A     | Wendi Muja         |
| 9  | Stati Uniti (bandiera) | A     | Kristina Maksuti   |
| 10 | Albania (bandiera)     | C     | Arlinda Gruda      |
| 11 | Albania (bandiera)     | A     | Megi Doçi          |
| 12 | Serbia (bandiera)      | P     | Liljana Gardijan   |
| 13 | Albania (bandiera)     | C     | Arlinda Piranaj    |

| N. |                       | Ruolo | Calciatrice        |
| -- | --------------------- | ----- | ------------------ |
| 14 | Albania (bandiera)    | D     | Ezmiralda Franja   |
| 15 | Montenegro (bandiera) | A     | Jadranka Pavičević |
| 16 | Albania (bandiera)    | D     | Luçije Gjini       |
| 17 | Montenegro (bandiera) | C     | Darija Djukić      |
| 18 | Albania (bandiera)    | D     | Aidena Mustafa     |
| 19 | Albania (bandiera)    | D     | Valbone Lipa       |
| 20 | Albania (bandiera)    | C     | Desantila Koldashi |
| 21 | Albania (bandiera)    | C     | Majlinda Kadolli   |
| 22 | Albania (bandiera)    | D     | Denisa Proto       |
| 23 | Montenegro (bandiera) | A     | Aleksandra Popović |
| 24 | Albania (bandiera)    | D     | Matilda Matija     |
| 25 | Albania (bandiera)    | D     | Jesmira Tula       |